# Girolamo Marchesi

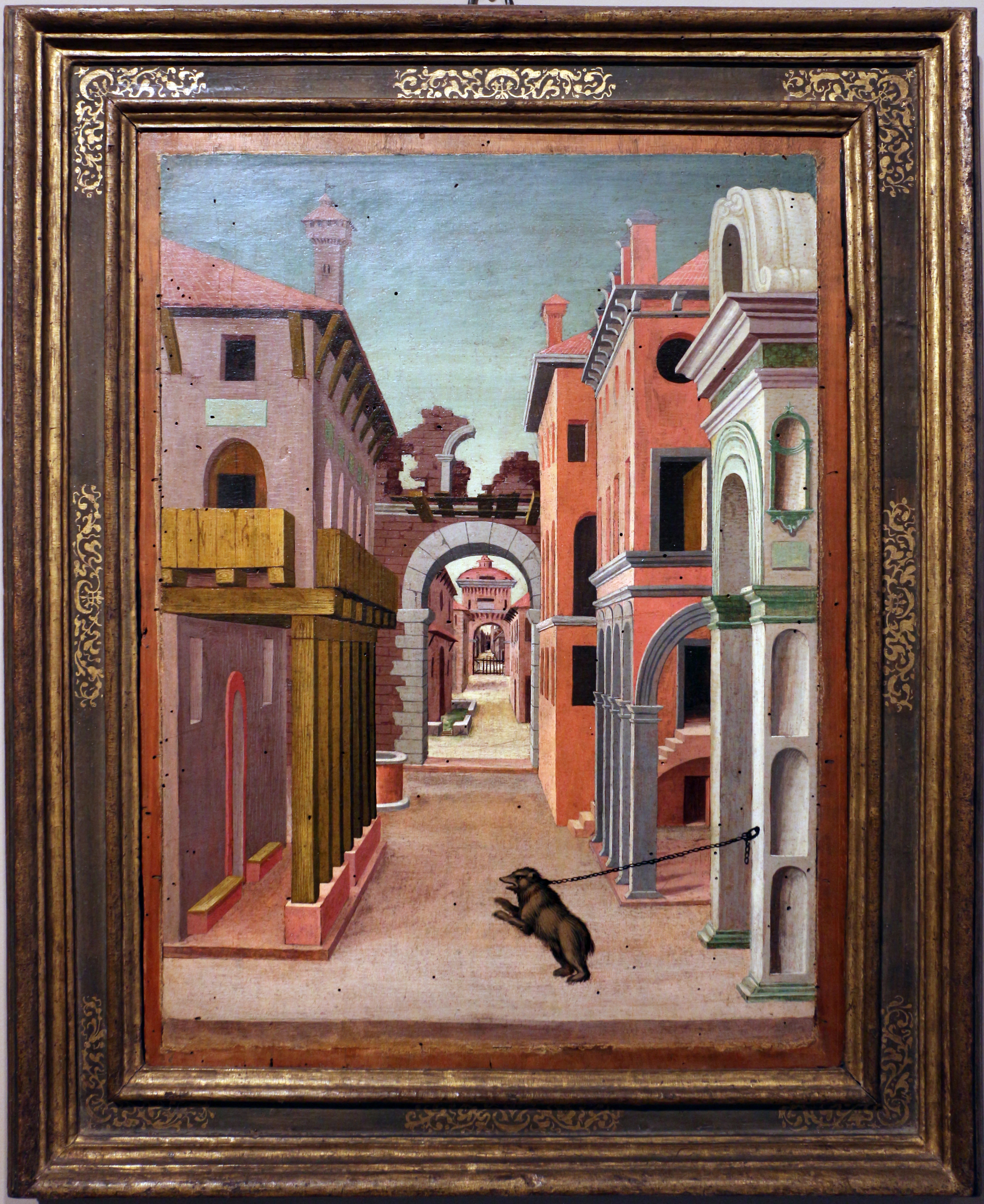
Girolamo da Cotignola, Veduta di città, 1520

Girolamo Marchesi (Cotignola, 1480 – Roma, 1550) è stato un pittore italiano.

## Biografia
Dipinti di Girolamo Marchesi, detto Il Cotignola dal luogo di nascita, sono presenti in chiese e musei. Sue note biografiche sono state raccolte a metà Ottocento da Cammillo Laderchi.
Girolamo Marchesi lavorò da giovane a Bologna, nella bottega di Francesco Francia e a Roma ebbe contatti con Raffaello Sanzio. A Napoli trovò un mecenate nel ricco mercante Tommaso Cambi. Giorgio Vasari, che possedeva disegni di Girolamo Marchesi, annotava che aveva sposato una donna napoletana.
Nell'Abbazia di Santa Maria del Monte, a Cesena, si trova un Deposizione, in tondo, di Girolamo Marchesi. Nella chiesa della Madonna degli Angeli, a Cannuzzo (Cervia), la Madonna con il Bambino e due angeli - affresco staccato e messo su tela - è a lui attribuibile.
A Ferrara egli ha dipinto una Adorazione dei Re Magi e due figure di Santi, per la Chiesa di Santa Maria in Vado (1518). A Bologna ha collaborato con Biagio Pappini, per la realizzazione di dipinti, nella Chiesa di San Michele in Bosco . A Rimini si sa che dipinse con Benedetto Coda e con Lattanzio della Marca, ma non è noto quali opere essi abbiano realizzato in collaborazione.
Alla Pinacoteca nazionale di Bologna sono esposti una Madonna col Bambino, san Giovannino e i santi Francesco e Bernardino, in cui sono evidenti influssi dall'opera di Raffaello, e una grande pala con lo Sposalizio della Vergine, che ha la sua predella, con Sogno di San Giuseppe, Natività di Cristo e Fuga in Egitto.

### Altri suoi dipinti
- Madonna col Bambino tra due angeli, san Mercuriale, il Battista e il committente, 1530 circa,  conosciuta anche come Pala Orsi, Pinacoteca civica di Forlì
- Ritratto d'uomo, forse Giovanni Borgia, Pinacoteca civica di Forlì
- Madonna col Bambino e i santi Giovanni Battista e Paolo, Museo nazionale di Capodimonte, Napoli
- Santi eremiti, san Giovanni Battista e altri santi, Museo d'arte della città di Ravenna
- Vergine con Bambino e i santi Michele, Caterina d'Alessandria, Cecilia e Gerolamo, Houston Museum of Fine Arts
- Sepoltura di Cristo, lunetta, Palais des Beaux-Arts de Lille
- Morte di Cleopatra, Baron Gérard Museum, Bayeux
- Due vedute di città, 1520, Palazzo dei Diamanti, Ferrara
- San Bruno, 1525 circa, Walters Art Museum, Baltimora
- Resurrezione del Cristo, Pinacoteca Ambrosiana, Milano

## Galleria d'immagini

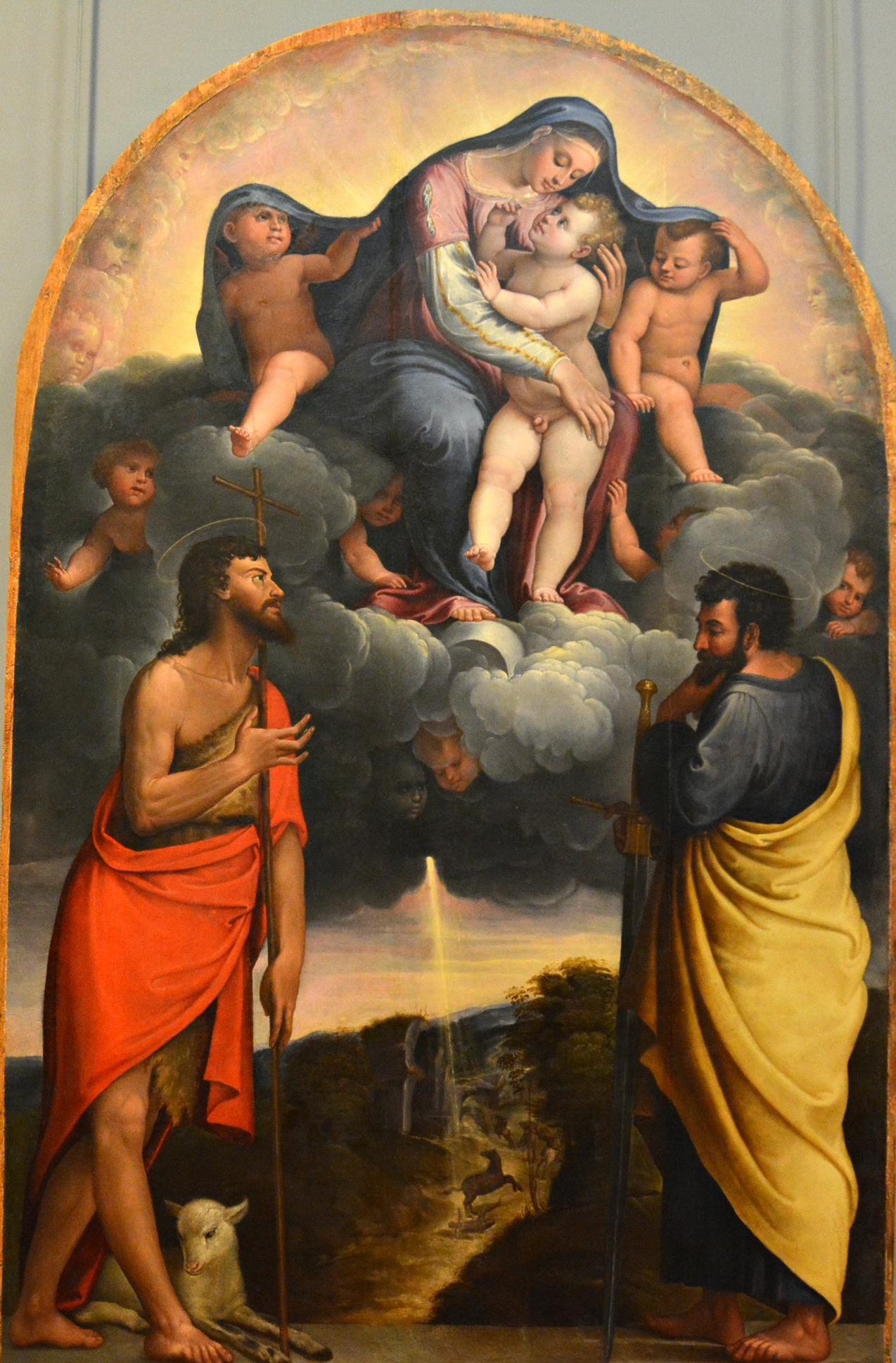
Madonna col Bambino e i santi Giovanni Battista e Paolo
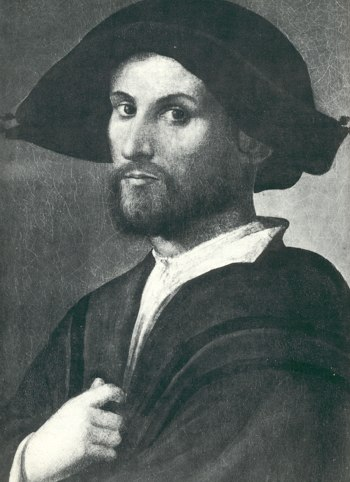
Ritratto di uomo, Giovanni Borgia?
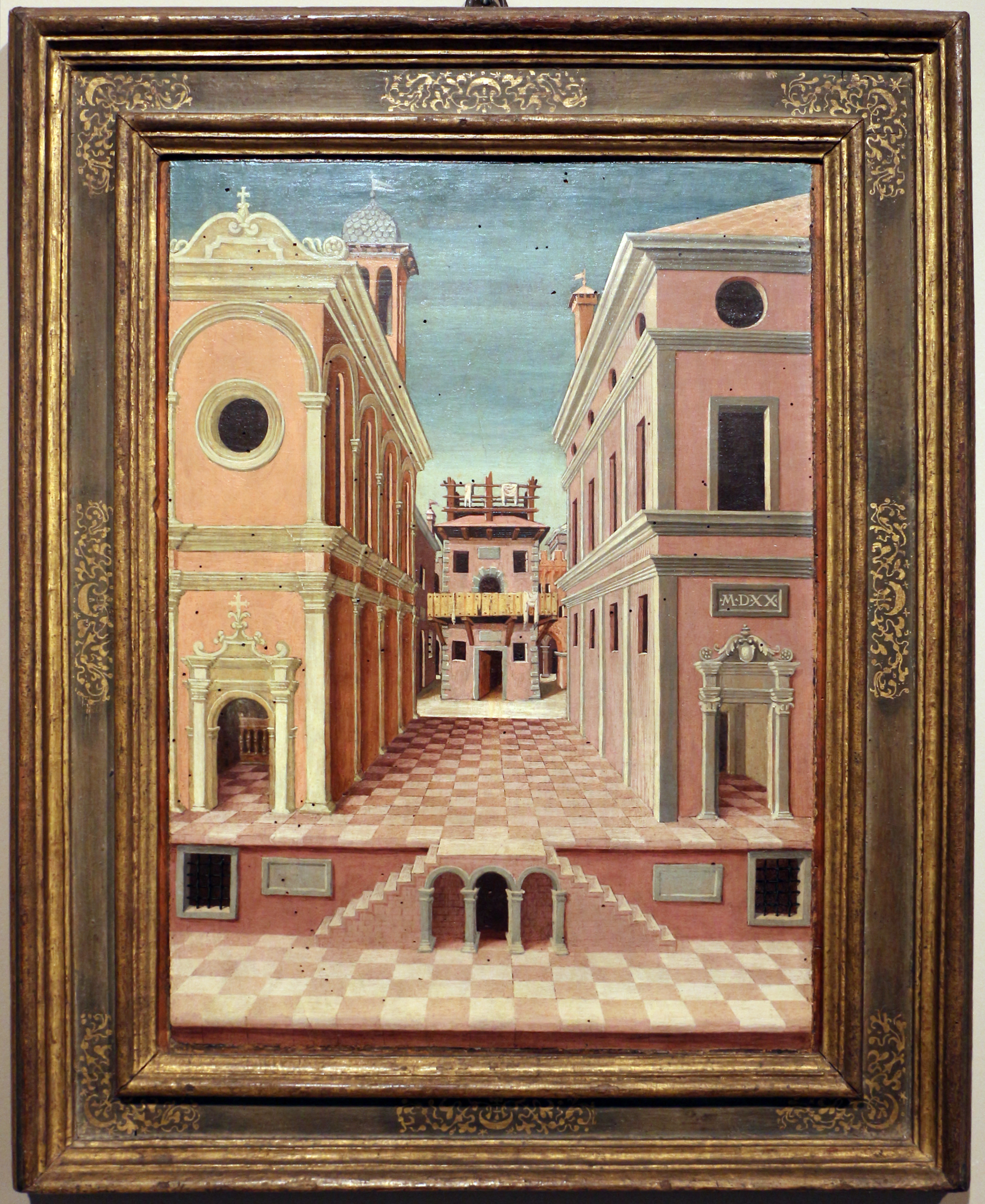
Veduta di città, 1520
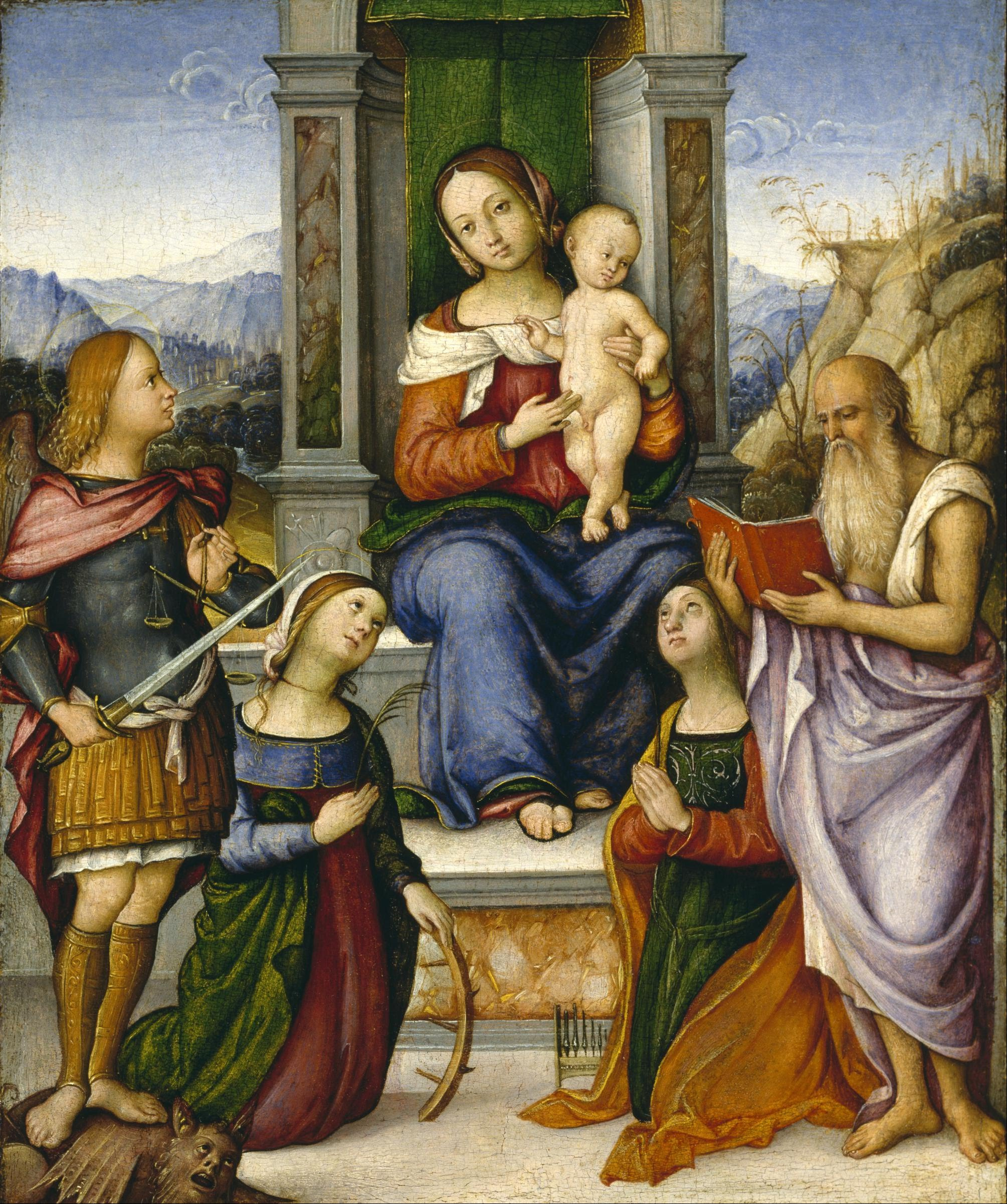
Vergine col Bambino e i santi Michele, Caterina d'Alessandria, Cecilia e Gerolamo
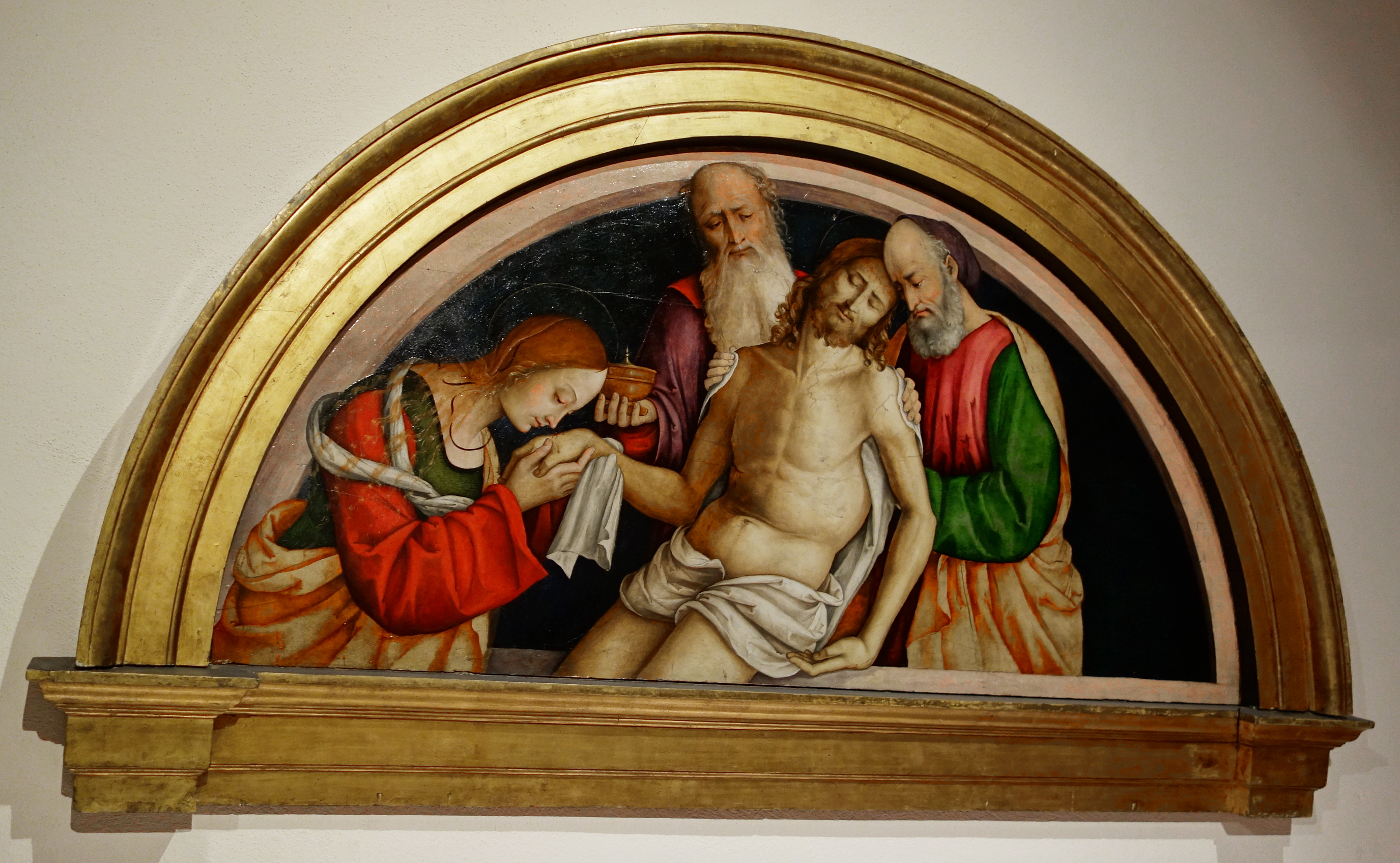
Deposizione di Cristo
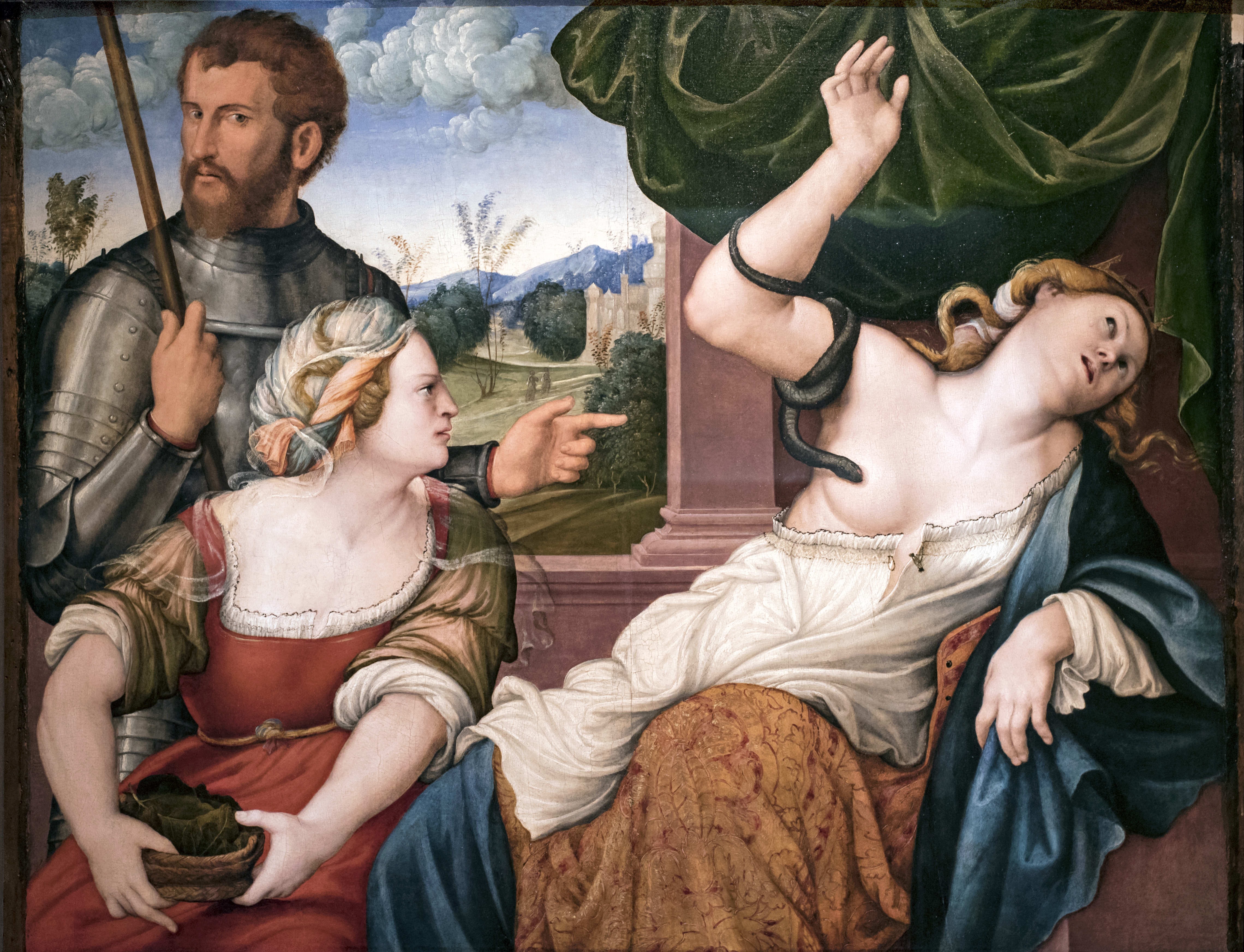
Morte di Cleopatra
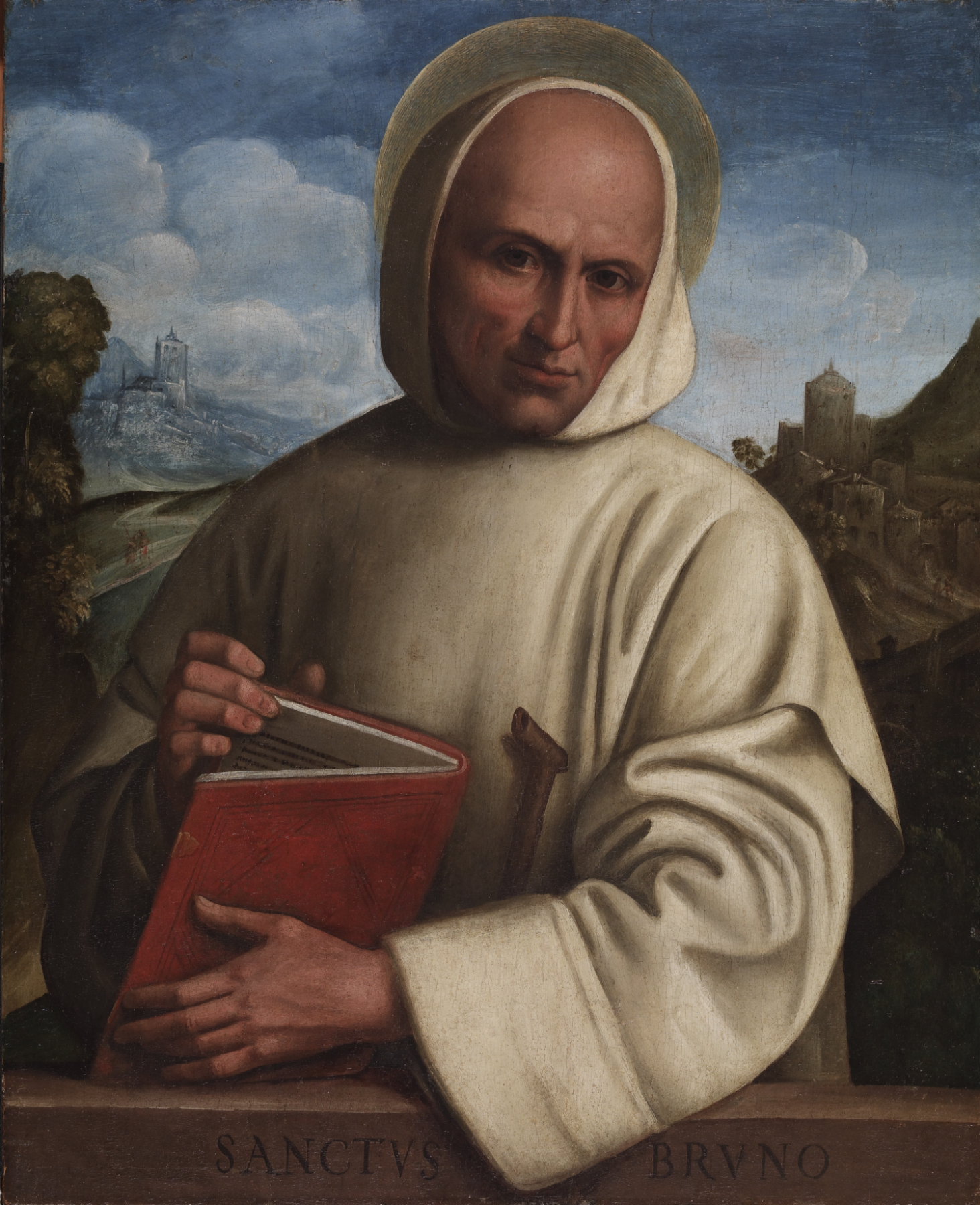
San Bruno